# Michael Bourdeaux
Michael Alan Bourdeaux (19. března 1934, Praze-An-Beeble, Cornwall, Anglie – 29. března 2021) byl britský duchovní, kanovník, historik, novinář a bojovník za náboženská práva, specializující se na náboženský život v Rusku a pronásledování křesťanů v Sovětském svazu a zemích bývalého východního bloku. Byl zakladatelem a prezidentem Keston Institute, badatelské instituce, která měla totéž zaměření. V roce 1984 obdržel Templetonovu cenu. V roce 2005 jej litevský prezident Adamkus vyznamenal Řádem Vitolda Velikého.

## Dílo
- Opium of the People – The Christian Religion in the U.S.S.R. (1965, křesťanské náboženství v Sovětském svazu)
- Church and state and schism: Soviet Baptists today (1968)
- Religious ferment in Russia: Protestant opposition to Soviet religious policy (1968)
- Patriarch and Prophets Persecutors of the Russian Orthodox Church Today (1970)
- Faith on Trial in Russia (1971)
- Baptists in the Soviet Union 1960–1971 (1972)
- The Evidence that Convicted Aida Skripnikova: The story of one young woman’s resistance to religious persecution in Russia (1972)
- Religious minorities in the Soviet Union (1973)
- Aida of Leningrad: Story of Aida Skripnikova (1976)
- Young Christians in Russia (1977)
- White book on restrictions of religion in the U.S.S.R (1977)
- Land of crosses (1979)
- May One Believe – In Russia? (1980)
- Ten Growing Soviet Churches (1987)
- Gorbachev, Glasnost and the Gospel (1990)
- The Gospel’s Triumph over Communism (1991)
- The Role of Religion in the Fall of Soviet Communism (1992)
- The Politics of Religion in Russia and the New States of Eurasia (1995)
- Risen Indeed: Lessons in Faith from the USSR (1997)
- Proselytism and Orthodoxy in Russia: The New War for Souls (1995, jeden z editorů)